# هینک چارماک
هینک چارماک (چکی: Hynek Čermák؛ زادهٔ ۱۹ فوریهٔ ۱۹۷۳) بازیگر اهل جمهوری چک است. وی از سال ۱۹۹۳ میلادی تاکنون مشغول فعالیت بوده‌است.
از فیلم‌ها یا برنامه‌های تلویزیونی که وی در آن نقش داشته‌است، می‌توان به ستاره چهارم، استالینگراد، مردان امیدوار، در سایه، فرشته تبهکار، لیگ محلی، پیوندهای خانوادگی و مرزهای عشق اشاره کرد.